# Maria Cantwell
Maria E. Cantwell (Indianápolis, Indiana, 13 de outubro de 1958) é uma executiva e política americana, senadora estadunidense do estado de Washington. É membro do Partido Democrata. Exerceu mandato na Câmara dos Representantes dos Estados Unidos entre 1993 e 1995.

## Início de vida
Cantwell nasceu em Indianapolis, na Indiana. Ela foi criada em um bairro irlandês-americano, na zona sul de Indianápolis. Seu pai, Paul F. Cantwell, foi comissário do condado, vereador, deputado estadual, e Chefe de Gabinete do representante Andrew Jacobs, Jr. Sua mãe, Rose M., era uma assistente administrativo.
Ela estudou na Emmerich Manual High School e, mais tarde na Indianapolis Public School Hall of Fame. Depois do colegial, Cantwell foi para Miami University em Oxford, em Ohio, onde teve seu bacharelado em artes na administração pública. Ela se mudou para Seattle, em Washington em 1983 para fazer campanha para Alan Cranston,  quando foi candidato a presidente na eleição presidencial de 1984. Ela então se mudou para o subúrbio de Mountlake Terrace porque a fazia lembrar de Indianapolis, e liderou uma campanha de sucesso para construir uma nova biblioteca.

## Início da carreira política
Em 1986, Cantwell foi eleita para a Câmara dos Representantes do Estado de Washington, aos 28 anos. Em sua campanha, ela fez campanha intensa, indo de porta em porta. Como deputada estadual, ela ajudou a formular Lei de Gestão de Crescimento de 1990, que obrigava as cidades a desenvolver planos de crescimento global. Ela também trabalhou na legislação que regulamentou os asilos. Em 1992, Cantwell tornou-se a primeira democrata eleita para a Câmara dos Representantes dos Estados Unidos pelo 1º distrito de Washington. Durante seu único mandato, ela ajudou a convencer a administração Clinton a abandonar o seu apoio ao chip Clipper, e votou a favor do Acordo de Livre Comércio Norte Americano (NAFTA), e apoiou o orçamento de 1993 do presidente Clinton. O republicano Rick White usou essa votação na eleição de 1994, na qual Cantwell foi derrotada.

### Eleições como representante
Maria Cantwell foi eleita como representante do 1º distrito em 1992, quando derrotou Gary Nelson. Em 1994, foi derrotada por Rick White.
|  | Democrata   | Maria Cantwell | 148.844 | 54,9% |
|  | Republicano | Gary Nelson    | 113.897 | 42,0% |

|  | Republicano | Rick White     | 100.554 | 51,7% |
|  | Democrata   | Maria Cantwell | 94.110  | 48,3% |

## Campanha de 2000
A pedido dos militantes e funcionários do partido, Cantwell formou um comitê exploratório em Outubro de 1999, para decidir se iria concorrer ao Senado dos Estados Unidos contra a democrata Deborah Senn e o republicano Slade Gorton. Ela começou a concorrer oficialmente para o cargo em 19 de janeiro de 2000.

### Primária
Cantwell entrou na campanha um ano depois de Senn, ela rapidamente perdeu o endosso por parte de algumas instituições do estado. Logo no início, a privacidade tornou-se um problema. Senn citou seu registro de proteger a privacidade médica como comissária de seguros. Após isso, Cantwell se defendeu citando sua oposição ao chip Clipper.
Em seu anúncio de televisão no final da campanha, Senn acusou Cantwell de ter evitado ir a debates. Cantwell tinha ido a dois debates.
Cantwell garantiu o endosso do Seattle Times, Seattle Post-Intelligencer e o News Tribune. Ganhou facilmente a indicação de seu partido. Embora tenha vencido a primária, Slade Gorton tinha menos votos do que Cantwell e Senn juntas. Cantwell citou esse resultado como prova de que Washington estava pronto para uma mudança.

### Eleição geral
Segurança social, medicamentos prescritos, barragens e reforma do financiamento de campanha estavam entre as questões mais importantes na disputa entre Cantwell e Gorton. Cantwell também adotou o slogan, "sua voz para uma mudança", uma referência velada ao tema de Gorton em sua campanha em 1980. Ela alegou que Gorton suportava "soluções do século XXI para problemas do século XXI".
Em 2000, Maria Cantwell e Debbie Stabenow de Michigan se tornaram-se as primeiras candidatas a derrotarem um senador em exercício.
|  | Democrata   | Maria Cantwell            | 1.199.437 | 49,1% |
|  | Republicano | Slade Gorton (incumbente) | 1.197.208 | 49,0% |

## Senadora dos Estados Unidos

### Comitês
A senadora Cantwell participa dos seguintes comitês durante o 112º Congresso dos Estados Unidos:
- Comitê de Comércio, Ciência e Transporte
  - Subcomissão de Aviação (presidente)
  - Subcomitê de Comunicações, Tecnologia e Internet
  - Subcomissão sobre os Oceanos, Atmosfera, Pescas e da Guarda Costeira
  - Subcomissão de Ciência, Tecnologia e Inovação
  - Subcomissão de Transporte e Infra-estrutura
- Comissão de Energia e Recursos Naturais
  - Subcomissão de Energia (presidente)
  - Subcomissão de Terras Públicas e Florestas
  - Subcomissão de Água e Energia
- Comissão de Finanças
  - Subcomissão da Saúde
  - Subcomissão de Tributação, Fiscalização IRS e Crescimento de Longo Prazo
  - Subcomissão de Energia, Recursos Naturais e Infra-estrutura
  - Subcomissão de Comércio Internacional e Competitividade Global
- Comissão de Assuntos Indígenas
- Comissão de Pequenas Empresas e Empreendedorismo

### Índices de aprovação
| Fonte      | Data                | Aprova | Disaprova | Indecidido |
| ---------- | ------------------- | ------ | --------- | ---------- |
| Survey USA | 19 de março de 2010 | 38%    | 49%       | 13%        |
| Survey USA | 9 de maio de 2010   | 45%    | 47%       | 8%         |
| Survey USA | 20 de maio de 2010  | 50%    | 43%       | 8%         |